# (500632) 2012 UZ166
(500632) 2012 UZ166 es un asteroide perteneciente al cinturón de asteroides, región del sistema solar que se encuentra entre las órbitas de Marte y Júpiter, descubierto el 21 de febrero de 2009 por el equipo del Observatorio Astronómico de Mallorca desde el Observatorio Astronómico de La Sagra, Puebla de Don Fadrique (Granada), España.

## Designación y nombre
Designado provisionalmente como 2012 UZ166. 

## Características orbitales
2012 UZ166 está situado a una distancia media del Sol de 2,989 ua, pudiendo alejarse hasta 3,354 ua y acercarse hasta 2,625 ua. Su excentricidad es 0,121 y la inclinación orbital 12,64 grados. Emplea 1888,40 días en completar una órbita alrededor del Sol.

## Características físicas
La magnitud absoluta de 2012 UZ166 es 15,7. 